# Kenny McLean
Kenneth McLean (Rutherglen, Escocia, Reino Unido, 8 de enero de 1992) es un futbolista escocés. Juega de centrocampista y su equipo es el Norwich City F. C. de la EFL Championship de Inglaterra.

## Trayectoria
Luego de ser parte de las inferiores del Rangers entre los años 2006 y 2008, McLean se unió al St. Mirren de la SPL, donde comenzó su carrera profesional. Fue enviado a préstamo al Arbroath de la segunda división en la temporada 2009-10, para luego volver al primer equipo del St Mirren. Fue transferido al Aberdeen en 2015.
En enero de 2018 llegó al Norwich City de Inglaterra.

## Selección nacional
Representó a Escocia en las categorías sub-19 y sub-21 antes de debutar con la selección absoluta en 2016.

### Participaciones en Eurocopas
| Copa          | Sede     | Resultado    | Partidos | Goles |
| ------------- | -------- | ------------ | -------- | ----- |
| Eurocopa 2024 | Alemania | Primera fase | 3        | 0     |

## Clubes
| Club                    | País       | Año           |
| ----------------------- | ---------- | ------------- |
| St. Mirren F. C.        | Escocia    | 2009-2015     |
| Arbroath F. C. (cesión) | Escocia    | 2009-2010     |
| Aberdeen F. C.          | Escocia    | 2015-2018     |
| Norwich City F. C.      | Inglaterra | 2018-presente |
| Aberdeen F. C. (cesión) | Escocia    | 2018          |